# Vilhelmine Karoline av Danmark
Vilhelmine Karoline av Danmark, född den 10 juli 1747, död den 14 januari 1820, var en dansk prinsessa som genom giftermål var lantgrevinna och kurfurstinna av Hessen-Kassel.

## Biografi
Prinsessan Vilhelmine Karoline av Danmark föddes 10 juli 1747 på Christiansborgs slott, danska kungahusets nybyggda huvudresidens på ön Slotsholmen i centrala Köpenhamn. Hon var det tredje barnet och andra dottern till kung Fredrik V av Danmark och hans första hustru Louise av Storbritannien.
Prinsessan Vilhelmine Karoline gifte sig i Köpenhamn 1 september 1764 med Wilhelm I av Hessen-Kassel (kurfurste 1803, tidigare Wilhelm IX av Hessen-Kassel). Makarna hade vuxit upp tillsammans då Wilhelm levt vid det danska hovet sedan sin barndom, och det hade då bestämts att de skulle gifta sig då de blivit vuxna. Gustav III och prins Fredrik besökte Hessen 1770 efter sitt besök i Danmark och fick då ett mycket gott intryck av Karoline: enligt Karl av Hessen jämförde de henne med Sofia Magdalena till den senares nackdel och bad paret att besöka Sverige för att förbättra Gustavs äktenskap. Kammarherre Gustaf Johan Ehrensvärd skrev: 
"Hon är syster till vår kronprinsessa, men så snart hon öppnar munnen, blir orden helt annorlunda. Hon är charmant, livlig, tillbedd av sitt hov...När de båda makarna är tillsammans, leka de som barn, och under leken skaffar de varje år ett barn till världen ... jag tror att det är mannens fel, när en kvinna, som inte har dålig karaktär, försummar honom..."
Deras relation blev snart olycklig och Wilhelm hade flera mätresser, främst grevinnan Karoline von Schlotheim. Karoline beskrivs som vacker, snäll, distanserad och sympatisk. En dansk besökare har beskrivit att hon år 1804 fortfarande talade danska utan accent och kände stark hemhörighet med sitt födelseland. Då Hessen ockuperades av Napoleon 1806 flydde hennes man och son till Karl av Hessen i Schleswig men hon stannade kvar, fram till att en fransk guvernör hade utsetts. Hon reste sedan till sin dotter Amalie i Sachsen-Gotha. Hon tillbringade resten av sin exil i bland annat Schleswig och Prag, men återvände med maken till Hessen efter att den franska ockupationen upphört år 1813 och dog i Kassel 1820.

## Barn
- Marie Fredrika (1768-1839), gift med Alexis von Anhalt-Bernburg
- Karoline Amalie (1771-1848), gift med August av Sachsen-Gotha
- Fredrik (1772-1784)
- Vilhelm II av Hessen-Kassel (1777-1847)